# Kupa na Sŭvet·skata armiya 1956
La Coppa dell'Esercito sovietico 1956 è stata l'11ª edizione di questo trofeo, e la 16ª in generale di una coppa nazionale bulgara di calcio,  terminata il 18 novembre 1956. Il Levski Sofia ha vinto il trofeo per la sesta volta.

## Primo Turno
| Squadra 1           | Risultato   | Squadra 2              |
| ------------------- | ----------- | ---------------------- |
| Urozhay Tarnava     | 1 – 0       | Zavod Voroshilov Sofia |
| Spartak Varna       | 1 – 0       | SKNA Ruse              |
| Černo More Varna    | 1 – 3 (dts) | Levski Sofia           |
| Akademic Svištov    | 1 – 0       | Spartak Pleven         |
| Beroe               | 4 – 0       | Lokomotiv Burgas       |
| Dimitrovgrad        | 1 – 3       | Lokomotiv Plovdiv      |
| Zavod Stalin Pernik | 3 – 0       | SKNA Blagoevgrad       |
| Dunav Ruse          | 3 – 0       | Lokomotiv Shumen       |
| Pavlikeni           | 1 – 1 (dts) | Spartak Sofia          |

### Replay
| Squadra 1     | Risultato | Squadra 2 |
| ------------- | --------- | --------- |
| Spartak Sofia | 1 - 0     | Pavlikeni |

## Ottavi di finale
| Squadra 1         | Risultato   | Squadra 2           |
| ----------------- | ----------- | ------------------- |
| Levski Sofia      | 2 – 1 (dts) | Minjor Pernik       |
| Dunav Ruse        | 1 – 0       | Zavod 12 Sofia      |
| Spartak Varna     | 2 – 0       | Zavod Stalin Pernik |
| Beroe             | 1 – 2 (dts) | Botev Plovdiv       |
| Akademic Svištov  | 0 – 1       | Spartak Sofia       |
| Urozhay Tarnava   | 0 – 3       | Spartak Plovdiv     |
| Lokomotiv Sofia   | 3 – 2       | Slavia Sofia        |
| Lokomotiv Plovdiv | 0 – 0 (dts) | CSKA Sofia          |

### Replay
| Squadra 1  | Risultato | Squadra 2         |
| ---------- | --------- | ----------------- |
| CSKA Sofia | 3 - 2     | Lokomotiv Plovdiv |

## Quarti di finale
| Squadra 1     | Risultato   | Squadra 2       |
| ------------- | ----------- | --------------- |
| Botev Plovdiv | 1 – 0 (dts) | Spartak Plovdiv |
| Levski Sofia  | 3 – 1       | Dunav Ruse      |
| Spartak Varna | 0 – 1       | Lokomotiv Sofia |
| CSKA Sofia    | 1 – 0       | Spartak Sofia   |

## Semifinali
| Squadra 1     | Risultato | Squadra 2       |
| ------------- | --------- | --------------- |
| Levski Sofia  | 1 – 0     | Lokomotiv Sofia |
| Botev Plovdiv | 2 – 1     | CSKA Sofia      |

## Finale
| Arbitro: | Georgi Hristov |

|                                                             |           |                            |
| Atanasov 18’ (aut.) Iliev 21’ 69’ Yordanov 37’ Georgiev 77’ | Marcatori | 24’ Karadaliev 44’ Sotirov |